# Rio Vitim
O rio Vitim em russo:  Витим, em língua buriate: Витим) é um dos grandes afluentes do rio Lena. O Vitim nasce a cerca de 100 km a leste do lago Baikal, nas encostas do Monte Ikat (Ikatskiï Khrebet) que atinge 2.573 m de altitude. É navegável apenas numa pequena extensão do curso inferior. Percorre as zonas florestais remotas do sul da Sibéria, e banha a cidade de Bodaibo.
Na manhã de 25 de Setembro de 2002 um evento conhecido como evento de Vitim ocorreu perto de Bodaibo e da vila de Balakhninsky, perto do Vitim, e a 60 km da vila de Mama: um meteorito explodiu em altitude. A energia dissipada pela explosão do meteorito foi de 8,6 X 1011 J, que corresponde a 205 Kt (mais de 10 vezes a potência da bomba de Hiroshima).
Uma expedição científica em 2003 encontrou à superfície cerca de 100 km² de árvores queimadas e alguns pedaços do meteorito.